# Cryphia eva
Cryphia eva är en fjärilsart som beskrevs av Charles Boursin 1963. Cryphia eva ingår i släktet Cryphia och familjen nattflyn. Inga underarter finns listade i Catalogue of Life.